# Geniates palliatus
Geniates palliatus är en skalbaggsart som beskrevs av Ohaus 1917. Geniates palliatus ingår i släktet Geniates och familjen Rutelidae. Inga underarter finns listade i Catalogue of Life.